# Hania Stach
Hania Stach (ur. 13 stycznia 1981 w Warszawie) – polska wokalistka, kompozytorka i nauczycielka śpiewu, magister sztuki, absolwentka Akademii Muzycznej w Katowicach o specjalności wokalistyka jazzowa.

## Edukacja
Ukończyła muzyczną szkołę podstawową w klasie fortepianu i średnią szkołę muzyczną na Wydziale Rytmiki. Studia magisterskie w Akademii Muzycznej im. Karola Szymanowskiego w Katowicach odbyła na Wydziale Jazzu i Muzyki Rozrywkowej w klasie śpiewu jazzowego dr Anny Serafińskiej. W 2004 roku obroniła pracę magisterską i koncert dyplomowy, uzyskując wyższe wykształcenie muzyczne.

## Kariera
W 2000 zwyciężyła w jednym z odcinków programu Szansa na sukces, śpiewając piosenkę „To Atlanta” Edyty Górniak. W latach 2001–2002 śpiewała w chórkach u Natalii Kukulskiej. W latach 2002–2003 wystąpiła w drugiej edycji programu Polsatu Idol; zajęła szóste miejsce, rezygnując z rywalizacji z powodów zdrowotnych. W 2003 podpisała kontrakt fonograficzny z wytwórnią Pomaton – EMI. 24 maja 2004 wydała debiutancki album studyjny, zatytułowany po prostu Hania Stach. Cztery dni później z piosenką „Właśnie w taki dzień” zajęła czwarte miejsce podczas koncertu Premier rozgrywanego w ramach 41. Krajowego Festiwalu Piosenki Polskiej w Opolu. 27 czerwca wystąpiła na koncercie Trendy podczas festiwalu TOP Trendy 2004, na którym zajęła drugie miejsce z utworami „End of the Road” i „Czas nas uczy pogody”.
W latach 2006–2008 użyczała głosu bohaterce Gabrielli w polskiej wersji językowej filmów z serii High School Musical, a także nagrała teledyski w duecie z Andrzejem Lampertem i Łukaszem Zagrobelnym. W 2007 z piosenką „Regroup” zajęła drugie miejsce w finale programu Piosenka dla Europy 2007, wyłaniającego reprezentanta Polski w 52. Konkursie Piosenki Eurowizji.
12 marca 2012 wydała drugi album studyjny pt. Moda. Z piosenką „I Want to Love You” wystąpiła w koncercie Trendy na festiwalu TOP Trendy 2012. Z czasem nawiązała współpracę z Jackiem Piskorzem, z którym koncertuje, realizując projekt Whitney Houston – Symfonicznie. Poza działalnością koncertową, wraz ze swoją siostrą prowadzi także warsztaty wokalne i aktorskie.
W marcu 2020 w Kuala Lumpur urodziła syna Iwa. Ma siostrę Jagodę, która jest aktorką i piosenkarką.

## Dyskografia
Albumy
| Rok  | Tytuł                                                   |
| ---- | ------------------------------------------------------- |
| 2004 | Hania Stach - Data: 24 maja 2004 - Wydawca: Pomaton EMI |
| 2012 | Moda - Data: 12 marca 2012 - Wydawca: Polskie Radio     |

Single
| 2002                           | „Czy...” (Idol)                              | –  | –  | Idol Top 10 cz. 2 (kompilacja różnych wykonawców)         |
| 2004                           | „End of the Road”                            | –  | –  | Hania Stach                                               |
| 2004                           | „Właśnie w taki dzień”                       | –  | –  | Hania Stach                                               |
| 2004                           | „Gdy Cię nie ma (obok mnie)”                 | –  | –  | –                                                         |
| 2007                           | „Regroup”                                    | –  | –  | –                                                         |
| 2007                           | „Masz w sobie wiarę” (z Andrzejem Lampertem) | –  | –  | High School Musical (ścieżka dźwiękowa)                   |
| 2007                           | „To nie tak miało być”                       | –  | –  | –                                                         |
| 2007                           | „Moja muzyka to Ty”                          | –  | –  | High School Musical 2 (ścieżka dźwiękowa)                 |
| 2008                           | „Ty i ja”                                    | –  | –  | High School Musical 3: Ostatnia klasa (ścieżka dźwiękowa) |
| 2012                           | „I Want To Love You”                         | 22 | –  | Moda                                                      |
| 2012                           | „Będę czekać”                                | 49 | 15 | Moda                                                      |
| 2012                           | „Your Creation”                              | 50 | –  | Moda                                                      |
| „–” pozycja nie była notowana. |                                              |    |    |                                                           |

## Filmografia
Polski dubbing
- 2006: Bambi II – wykonanie piosenek
- 2006: High School Musical – Gabriella
- 2007: High School Musical 2 – Gabriella
- 2008: High School Musical 3: Ostatnia klasa – Gabriella